# Popiel
Popiel II. (poljsko Popiel ali Papyl) je bil legendarni vladar dveh pra-poljskih plemen, Goplanov in Zahodnih Poljanov. Bil je zadnji član mitske dinastije Popielidov, ki so jo nasledili Pjasti. Po pisanju letopiscev Gallusa Anonimusa, Jana Długosza in Marcina Kromerja je bil Popiel zaradi slabega vladanja odstavljen in vržen v ječo v stolpu Kruszwica, kjer so ga živega požrle miši in podgane.
Legenda pravi, da je bil knez Popiel krut in pokvarjen vladar, ki se je brigal samo za vino, ženske in petje. Nanj je močno vplivala njegova žena, lepa in časthilepna nemška kneginja. Proti Popielu se je zaradi njegovega slabega vladanja in neuspešne obrambe dežele pred roparskimi Vikingi zarotilo njegovih dvanajst stricev in ga poskušalo odstaviti. Ker jim poskus ni uspel, so na ženino pobudo med pogostitvijo vse strice zastrupili. Nekateri menijo, da jih je zastrupila kar ona. Njihovih trupel niso upepelili, kot  običajno, ampak so jih odvrgli v jezero Gopło.
Ko so podložniki videli, kaj sta storila Popiel in njegova žena, so se uprli. Zakonca sta se zatekla v stolp blizu jezera. Zgodba pravi, da je množica miši in podgan, ki se je hranila s trupli Popielovih stricev, prihitela v stolp, pregrizla njegove zidove in nato požrle živega Popiela in njegovo ženo. Popiela sta nasledila Pjast Kolar in Sjemovit.
Na obali jezera Gopło stoji srednjeveški stolp, imenovan Mišji stolp, ki nima nobene zveze z opisanimi dogodki in mestom njihovih dogajanj, ker je bil zgrajen kakšnih 500 let kasneje.

## Sklic
1. ↑  Adam Naruszewicz (1836). Historya narodu polskiego, Volumes 3–4. Poglavje "Podług rękopisma Puławskiego".